# Urho Kekkonen

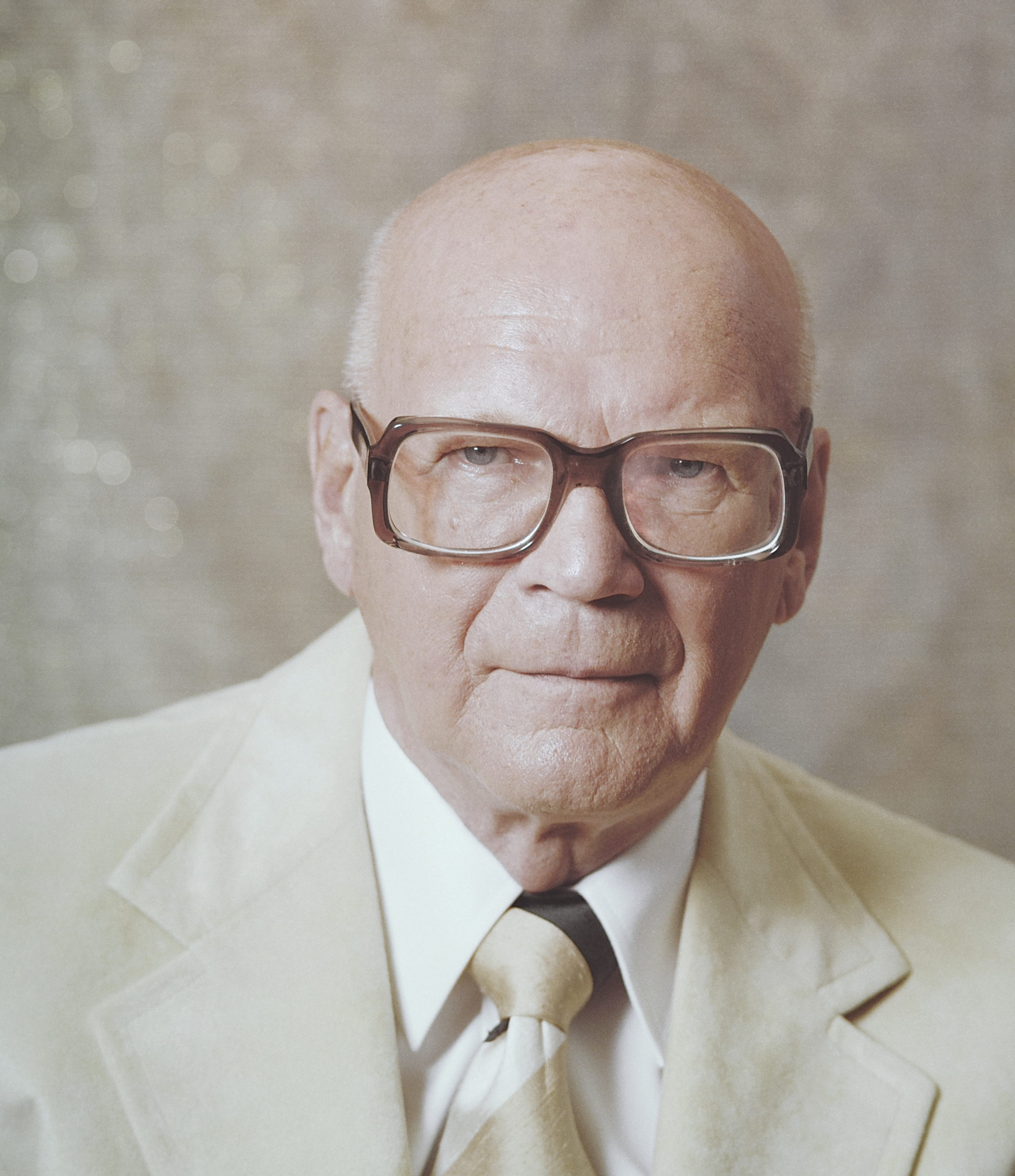
Urho Kekkonen (1977)

Urho Kaleva Kekkonen [ˈurhɔ ˈkɛkːɔnɛn]  (* 3. September 1900 in Pielavesi; † 31. August 1986 in Helsinki) war ein finnischer Politiker der Zentrumspartei. Nach sechs Jahren als Ministerpräsident wurde er 1956 zum Staatspräsidenten gewählt. Er bekleidete das Amt über 25 Jahre lang und ist damit das am längsten amtierende Staatsoberhaupt einer demokratisch wählenden Republik überhaupt. Kekkonen führte die Neutralitätspolitik seines Vorgängers Juho Kusti Paasikivi fort, die als die Paasikivi-Kekkonen-Linie bezeichnet wurde.

## Biografie

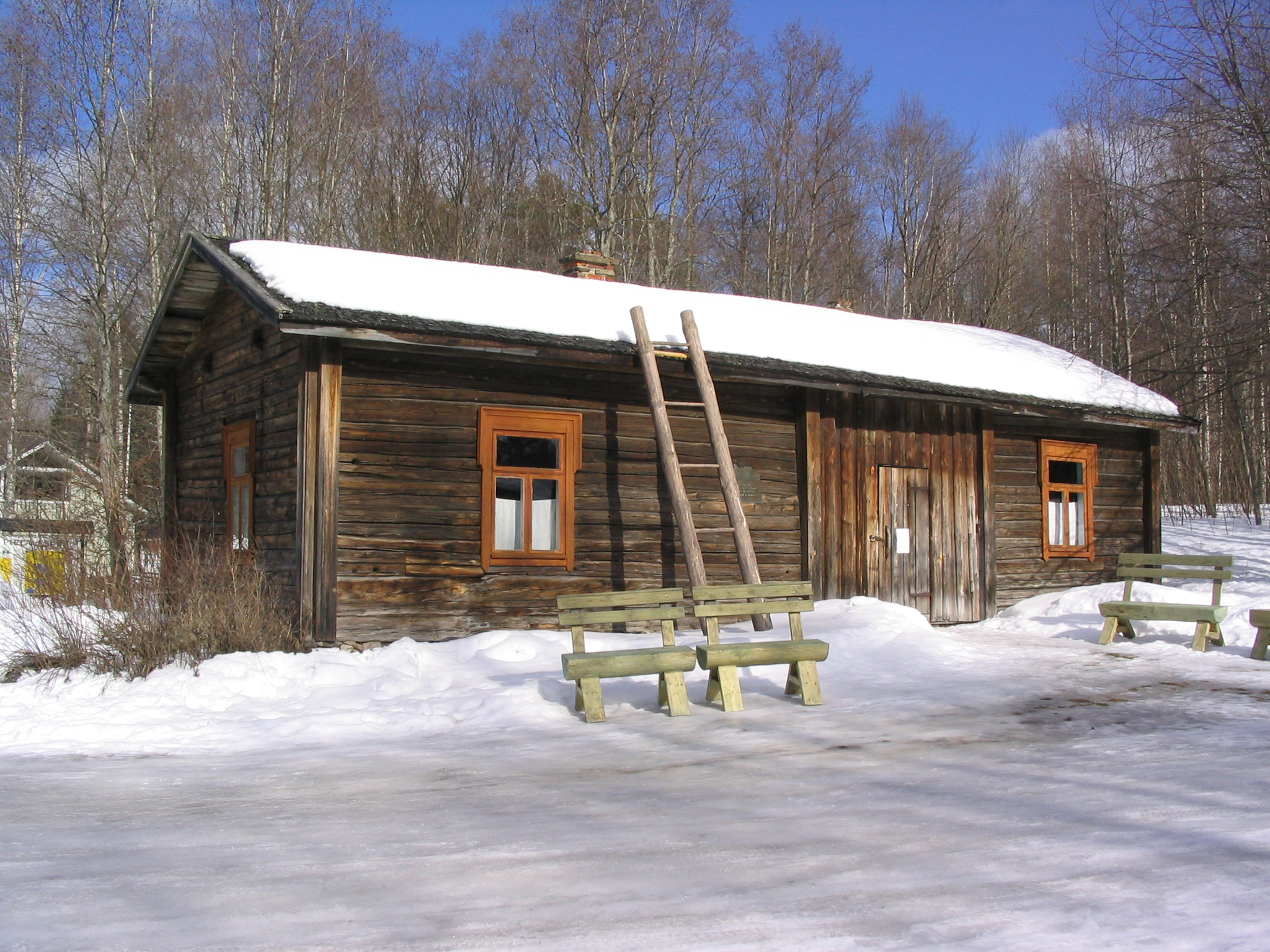
Geburtshaus Kekkonens in Pielavesi

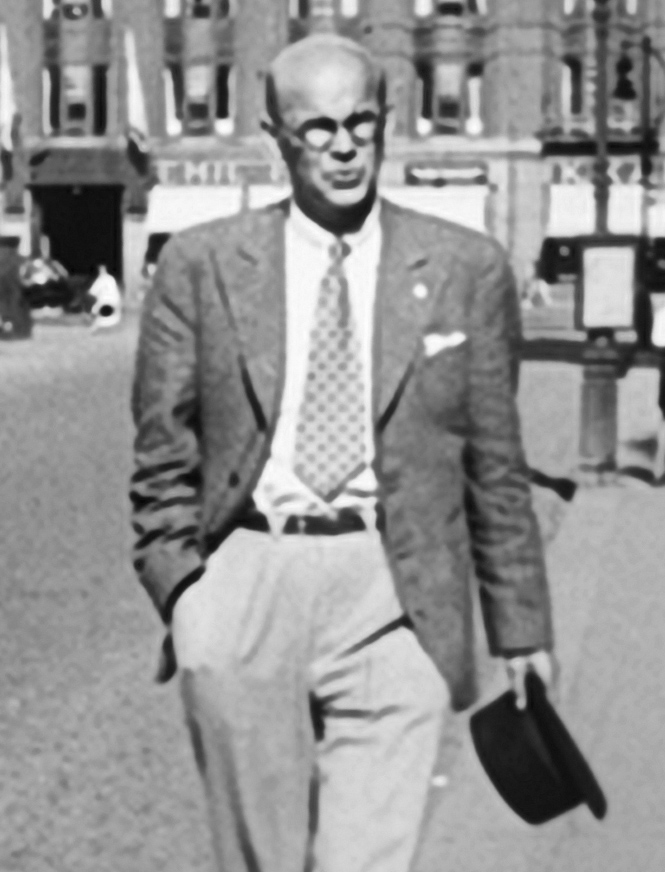
Kekkonen in den 1930er Jahren

### Herkunft und Beruf
Kekkonen wuchs in einfachen Verhältnissen in Ostfinnland auf. Als junger Mann war der Sohn eines Waldarbeiters sportlich aktiv. 1924 wurde er Finnischer Meister im Standhochsprung. Als 100-m-Läufer erreichte er eine beachtliche Bestzeit von 11,0 Sekunden.
Am Finnischen Bürgerkrieg 1917/18 nahm er auf Seiten der Weißgardisten als Melder teil. Nach der Unabhängigkeit arbeitete Kekkonen als Geheimpolizist und Journalist. 1921 zog er nach Helsinki, wo er Jura studierte und 1928 seinen Abschluss absolvierte (Dissertation 1936). Nach anderen Quellen begann er dieses Studium bereits 1919. Von 1927 bis 1931 war er beim Verband finnischer Landgemeinden angestellt, 1933 bis 1936 im Landwirtschaftsministerium. Anschließend wandte er sich der Politik zu und wurde 1936 für den bäuerlich orientierten Landbund Abgeordneter im Reichstag. Dieses Mandat hielt er bis 1956. Zudem führte er von 1931 bis 1947 den Leichtathletik-Verband Finnland und stand dem Nationalen Olympischen Komitee von 1938 bis 1946 vor.

### Politische Karriere
Am 7. Oktober 1936 wurde Kekkonen zum Justizminister berufen. In den folgenden 20 Jahren übernahm er Ministerposten in zahlreichen Kabinetten (Justiz 1936–37 und 1944–46, Inneres 1937–39 und 1950–51, Äußeres 1952–53 und 1954). Nach dem deutschen Überfall auf die Sowjetunion im Juni 1941 sprach sich Kekkonen gegen den Kriegseintritt Finnlands aus. 1950 unterlag Kekkonen in der Präsidentschaftswahl, wurde aber von Präsident Juho Kusti Paasikivi zum Ministerpräsidenten berufen. Er führte die Regierung bis 1953 und erneut von 1954 bis 1956. Im Kabinett betonte er sein Ziel, ein freundschaftliches Verhältnis zur Sowjetunion zu schaffen. Eine solche nachgiebige politische Linie gegenüber der Sowjetunion brachte während des Kalten Krieges im Westen das negativ konnotierte Schlagwort Finnlandisierung hervor.

### Staatspräsident
In der Präsidentschaftswahl 1956 konnte Kekkonen 88 von 300 Wahlmännern gewinnen. Damit stellten seine Anhänger die größte Gruppe in der Wahlversammlung. Nach dramatischen Verhandlungen wurde Kekkonen am 15. Februar 1956 zum Staatspräsidenten gewählt. Er setzte sich im dritten Wahlgang mit 151:149 Stimmen gegen den Sozialdemokraten Karl-August Fagerholm durch. Zunächst hatte er die meisten Parteien gegen sich. Außer seiner eigenen Partei (ab 1965 unter dem neuen Namen Zentrumspartei) unterstützten nur die sozialistischen Volksdemokraten seine Aussöhnungspolitik mit der Sowjetunion. Aus dieser Situation heraus entwickelte sich sein oft kritisierter autoritärer Führungsstil. Kekkonen gelang es, die beiden Supermächte von der Zuverlässigkeit des finnischen Neutralitätskurses zu überzeugen. Ein besonderes Ereignis in diesem Zusammenhang war die Notenkrise von 1961. Kekkonen war vielseitig gebildet und zitierte in Unterhaltungen und Reden oft Goethe und Bismarck.
Kekkonen spielte eine wesentliche Rolle bei der Anbahnung der Konferenz über Sicherheit und Zusammenarbeit in Europa, die 1975 in Helsinki stattfand. Der diplomatische Erfolg wird als politischer Höhepunkt von Kekkonens Amtszeit gewertet.
In den späten Jahren seiner Amtszeit verschlechterte sich Kekkonens Gesundheitszustand. Während eines Aufenthalts auf Island erlitt er einen gesundheitlichen Zusammenbruch. Am 26. Oktober 1981 musste er die Amtsgeschäfte an Ministerpräsident Mauno Koivisto übergeben. Koivisto wurde am 27. Januar 1982 Staatspräsident.

## Wahrnehmung
Kekkonen war zeit seines Lebens in allen Schichten der finnischen Gesellschaft überaus beliebt und wird von den meisten Finnen noch heute verehrt. Ihm wurden viele „typisch finnische“ Eigenschaften zugeschrieben, auf welche die finnische Gesellschaft besonderen Wert legt. Er brachte dem Land Wohlstand und Stabilität. Nicht zuletzt war der enorme soziale und wirtschaftliche Aufstieg Finnlands ein entscheidender Faktor für seine Popularität.
Auf der innenpolitischen Bühne hatte er vor allem in seinen späteren Jahren keinen ebenbürtigen Gegner, da seine Verdienste um Finnland außer Zweifel standen. So ist es erklärbar, dass er immer wieder mit großer Mehrheit wiedergewählt wurde. So wurde er etwa 1978 mit 259 von 300 Stimmen der Wahlmännerversammlung wiedergewählt, wobei ihn alle großen Parteien unterstützten.

## Würdigungen

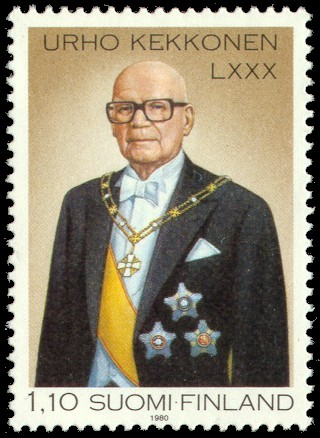
Briefmarke zu Kekkonens 80. Geburtstag 1980

Kekkonens Bedeutung in Finnland war so groß, dass er schon in seiner Amtszeit als Staatspräsident auf der finnischen 500-Mark-Banknote abgebildet wurde. Diese Serie war die vorletzte vor der Euro-Einführung.
Anlässlich seines 100. Geburtstages am 3. September 2000 wurde in Helsinki ein Denkmal in unmittelbarer Nähe zur Finlandia-Halle eingeweiht.
- 1960 Briefmarke
- 1975 Gedenkmünze zu 10 Markkaa anlässlich seines 75. Geburtstags
- 1980 Briefmarke anlässlich seines 80. Geburtstags
- 1981 Gedenkmünze zu 50 Markkaa anlässlich seiner 25-jährigen Präsidentschaft
- 1986 Gedenkbriefmarke anlässlich seines Todes
- Der Nationalpark Urho Kekkonen wurde nach ihm benannt.

## Kabinette
- Kabinett Kekkonen I (1950–1951)
- Kabinett Kekkonen II (1951)
- Kabinett Kekkonen III (1951–1953)
- Kabinett Kekkonen IV (1953)
- Kabinett Kekkonen V (1953–1956)

## Werk
- Gedanken eines Präsidenten. Finnlands Standort in der Welt. Econ Verlag, Düsseldorf/Wien 1981, ISBN 3-430-15296-8.